# Barnes Ridge
Barnes Ridge är en bergstopp i Antarktis. Den ligger i Västantarktis. Chile gör anspråk på området. Toppen på Barnes Ridge är 604 meter över havet.
Terrängen runt Barnes Ridge är varierad, och sluttar österut. Trakten är obefolkad. Det finns inga samhällen i närheten.